# Dobrljevo
Dobrljevo je naselje v Občini Zagorje ob Savi.